# 27. prosinec
27. prosinec je 361. den roku podle gregoriánského kalendáře (362. v přestupném roce). Do konce roku zbývají 4 dny. Svátek slaví Žaneta a Melanie.

## Události

### Česko
- 1437 – Albrecht Rakouský z rodu Habsburků byl zvolen českým králem.
- 1944 – Státní ministr protektorátu Čechy a Morava Karl Hermann Frank vydal nařízení o pracovní mobilizaci všech mužů do 45 let. Jejich úkolem bylo podílet se na zákopových pracích na Moravě, které měly přispět k zastavení sovětských vojsk.
- 1963 – Byla vyhlášena CHKO Šumava.
- 2000 – Na pokyn nově jmenovaného ředitele ČT Jiřího Hodače přestaly vysílat oba programy veřejnoprávní České televize. Toho dne vyvrcholila krize v ČT.

### Svět
- 0537 – Byl vysvěcen chrám Hagia Sophia, postavený na popud byzantského císaře Justiniána I.
- 1845 – Anestézie éterem byla poprvé použita při porodu.
- 1884 – Nizozemsko uznalo Svobodný stát Kongo krále Leopolda II.
- 1918 – Po porážce Německa v 1. světové válce vypuklo v Poznani ozbrojené velkopolské povstání proti okupujícím Němcům.
- 1934 – Perský šáh Rezá Pahlaví změnil jméno své země z Persie na Írán.
- 1968 – První mise na Měsíc s posádkou Apollo 8 se úspěšně vrátila na Zemi po šestidenní expedici.
- 1978 – Španělský král Juan Carlos ratifikoval novou demokratickou ústavu po 40 letech diktatury generála Franca.
- 1979 – Sovětská válka v Afghánistánu: Sovětské jednotky dobyly Kábul a zabily afghánského prezidenta Hafizullaha Amina.

## Narození

### Česko

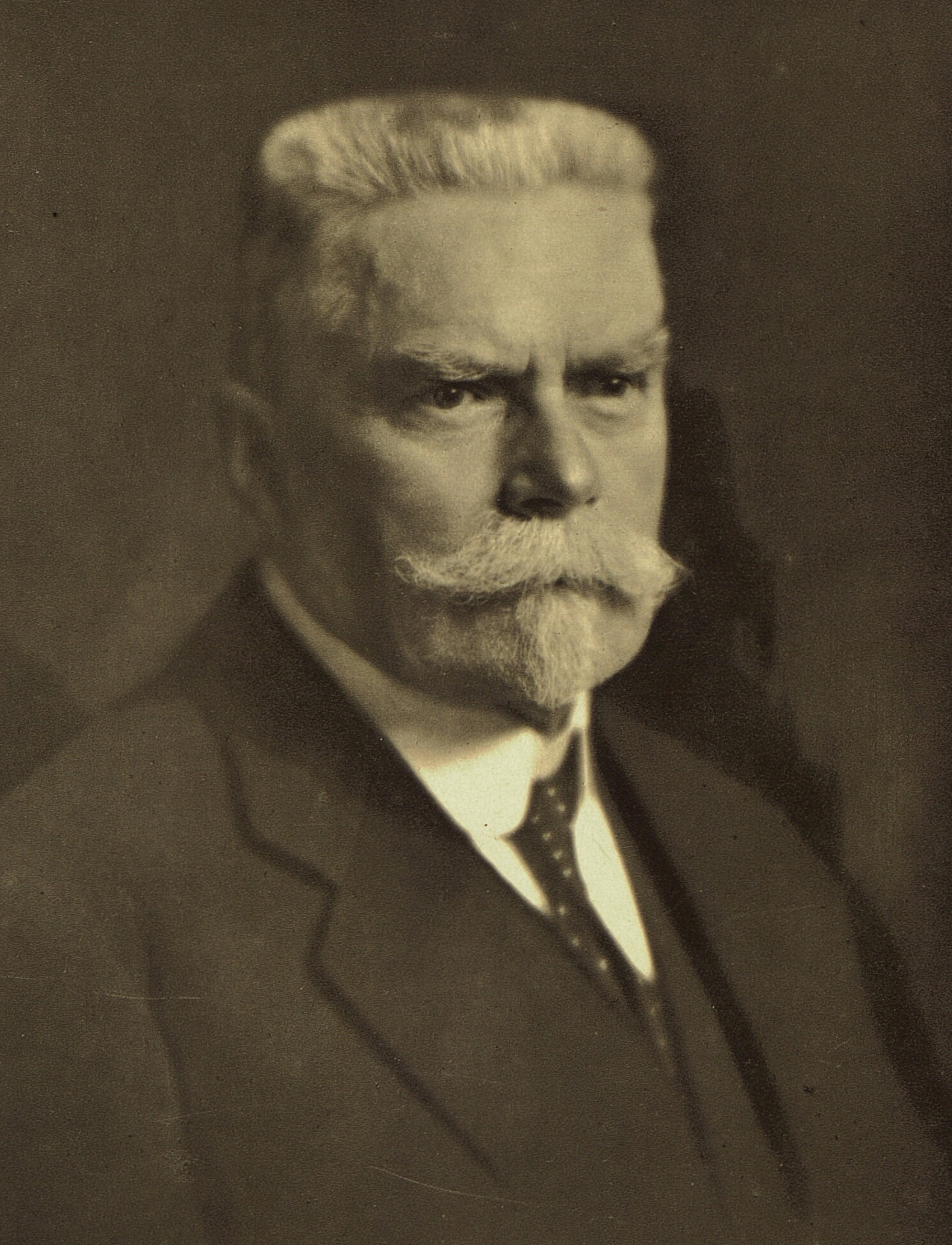
Karel Kramář (* 1860)

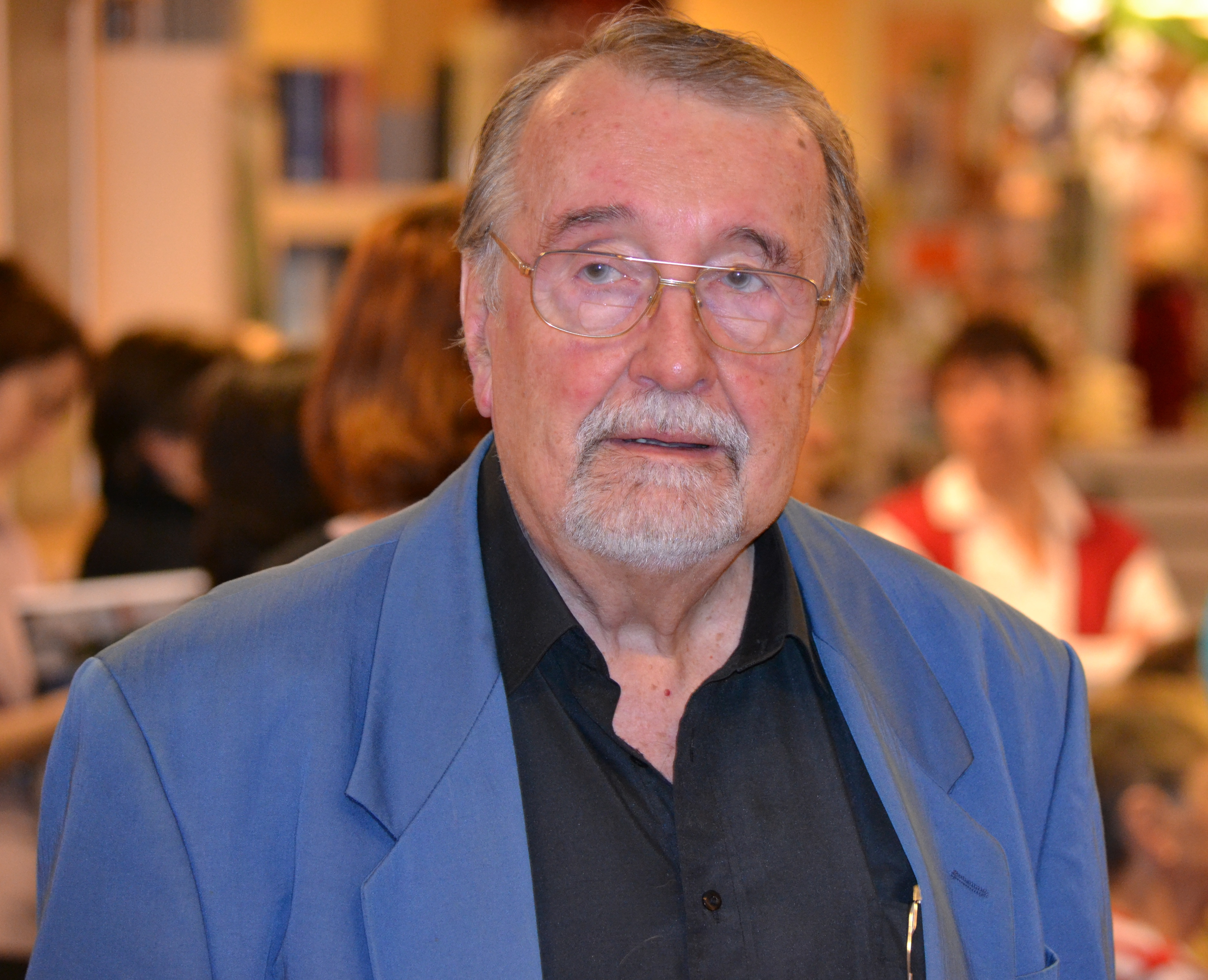
Eduard Hrubeš (* 1936)

Šimon Pánek (* 1967)

- 1566 – Ján Jesenský, Jessenius, lékař, politik, filozof († 21. červen 1621)
- 1572 – Jan Campanus Vodňanský, spisovatel († 13. prosinec 1622)
- 1836 – Karl Schücker, český politik německé národnosti († 15. prosince 1917)
- 1841 – Antonín Burjan, brněnský středoškolský profesor a matematik († 29. října 1919)
- 1846
  - Zikmund Winter, spisovatel († 12. červen 1912)
  - Jan Pinkava, malíř († 12. března 1923)
- 1853 – Wilhelm Kiesewetter, novinář a politik německé národnosti († 20. dubna 1925)
- 1860 – Karel Kramář, politik († 26. května 1937)
- 1867
  - Josef Funk, kanovník kapituly sv. Štěpána v Litoměřicích († 7. listopadu 1924)
  - Johann Schlenz, papežský prelát a konzistorní rada v Praze a v Litoměřicích († 14. listopadu 1939)
- 1869 – František Pečinka, malíř a básník († 14. května 1917)
- 1874 – Bohuš Rodovský, československý politik († 17. prosince 1962)
- 1877 – Adolf Kašpar, český malíř († 29. června 1934)
- 1884 – Jan Košťál, profesor teorie a stavby spalovacích motorů, rektor ČVUT († 13. srpna 1963)
- 1885 – Pavel Dědeček, dirigent, sbormistr a skladatel († 23. listopadu 1954)
- 1888
  - J. O. Martin, herec († 9. října 1958)
  - Jaroslav Vojta, herec († 20. dubna 1970)
- 1889 – František Polák, legionář, bojovník proti fašismu a komunismu († říjen 1971)
- 1903
  - Jan Gajdoš, gymnasta († 19. listopadu 1945)
  - František Vnouček, herec († 24. června 1960)
- 1911 – Josef Gemrot, příslušník výsadku Calcium († 11. srpna 1955)
- 1920 – Jiří Sovák, herec († 6. září 2000)
- 1921
  - Lubomír Havlák, operní zpěvák († 28. září 2014)
  - Jiřina Medková, historička umění († 1. dubna 2020)
- 1925 – Václav Machek, československý reprezentant v dráhové cyklistice
- 1936 – Eduard Hrubeš, konferenciér, moderátor, hudebník, scenárista a režisér († 22. srpna 2021)
- 1947 – Jaromír Kalus, muzejník a politik
- 1967 – Šimon Pánek, politický aktivista a humanitární manažer, jeden z nejznámějších studentských vůdců Sametové revoluce v roce 1989

### Svět

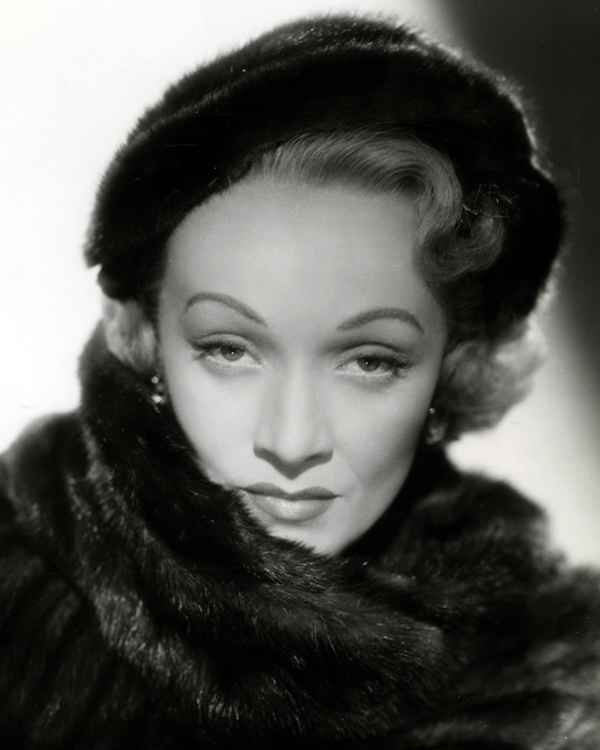
Marlene Dietrichová (* 1901)

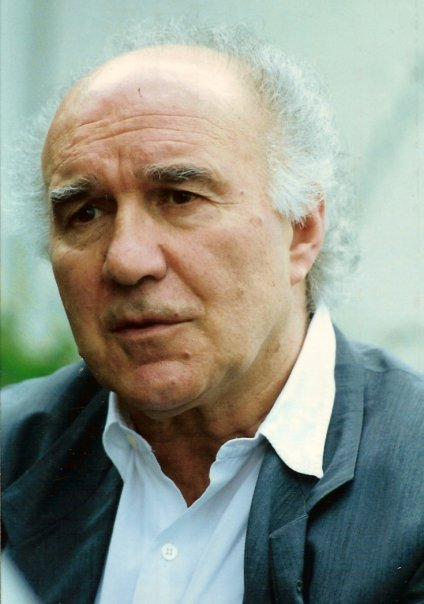
Michel Piccoli (* 1925)

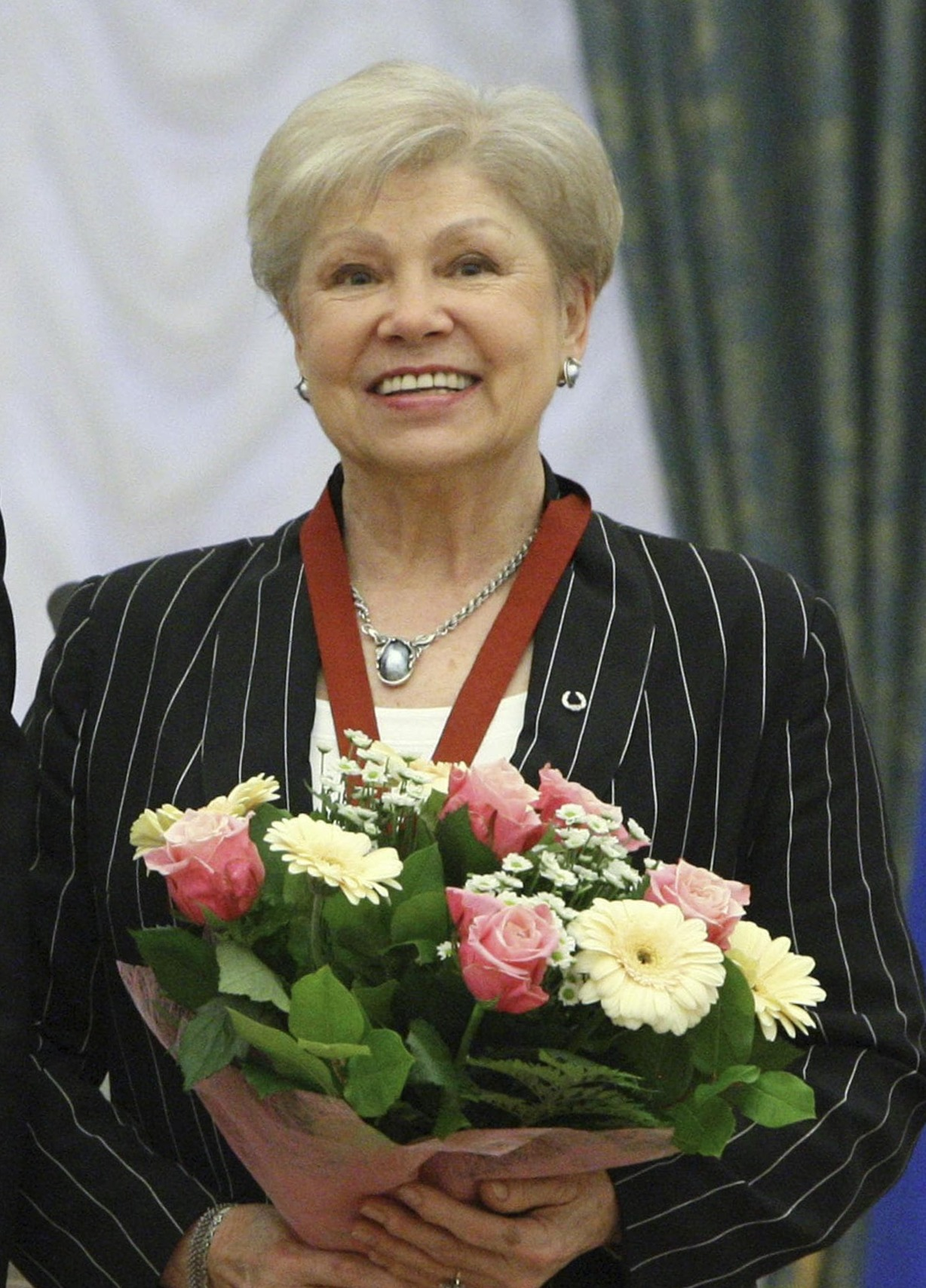
Larisa Latyninová (* 1934)

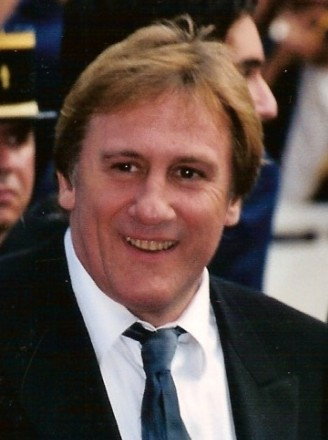
Gérard Depardieu (* 1948)

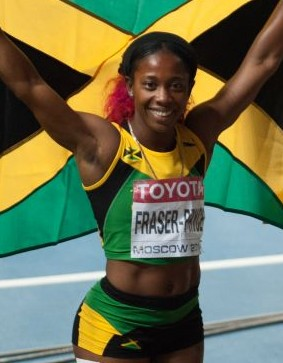
Shelly-Ann Fraserová (* 1986)

- 1350 – Jan I. Lovec, aragonský král († 19. května 1396)
- 1459 – Jan I. Olbracht, polský král († 1501)
- 1571 – Johannes Kepler, astronom, matematik a fyzik († 15. listopadu 1630)
- 1633 – Jean de Lamberville, francouzský misionář († 10. února 1714)
- 1655 – Johan Cajanus, finský filosof a básník († 27. července 1681)
- 1734 – Nicolaas Laurens Burman, nizozemský botanik († 11. září 1793)
- 1742 – Maria Carolina Wolfová, německá klavíristka, zpěvačka a skladatelka, dcera Františka Bendy († 2. srpna 1820)
- 1773 – George Cayley, britský konstruktér kluzáků († 15. prosince 1857)
- 1774 – Johann Philipp Neumann, rakouský fyzik, knihovník a básník († 3. října 1849)
- 1759 – Andrej Kralovanský, slovenský pedagog, literární pracovník, přírodovědec a entomolog († 14. listopadu 1809)
- 1761 – Michail Bogdanovič Barclay de Tolly, ruský generál († 26. května 1818)
- 1802 – Thomas Fearnley, norský malíř († 16. ledna 1842)
- 1804 – František z Camporossa, katolický světec († 17. září 1866)
- 1822
  - Michele Rapisardi, italský malíř († 19. prosince 1886)
  - Louis Pasteur, francouzský přírodovědec († 1895)
- 1832 – Pavel Treťjakov, ruský mecenáš, první ředitel Treťjakovské galerie († 16. prosince 1898)
- 1849 – Alice Bourbonsko-Parmská, titulární toskánská velkovévodkyně († 16. ledna 1935)
- 1851 – Max Judd, americký politik a šachový mistr († 7. května 1906)
- 1856 – André Gedalge, francouzský hudební skladatel a pedagog († 5. února 1926)
- 1859 – Felix Benedict Herzog, americký inženýr, vynálezce († 21. dubna 1912)
- 1861 – Auguste Vaillant, francouzský anarchista († 5. února 1894)
- 1866 – Albert Mockel, belgický básník († 30. ledna 1945)
- 1868
  - Arcivévoda Ferdinand Karel, rakouský arcivévoda († 12. března 1915)
  - Joseph de Tonquedec, katolický kněz, vymítač ďábla města Paříž († 21. listopadu 1962)
- 1872 – Herman Rupp, australský botanik († 2. září 1956)
- 1876 – Viktor Kaplan, rakouský inženýr a vynálezce Kaplanovy turbíny († 1934)
- 1888 – Thea von Harbou, německá scenáristka a spisovatelka († 1. července 1954)
- 1892 – Elvira de Hidalgo, španělská sopranistka († 21. ledna 1980)
- 1894 – Geršon Agron, starosta Jeruzaléma († 1. listopadu 1959)
- 1901
  - Marlene Dietrichová, německo-americká herečka a zpěvačka († 6. května 1992)
  - Jan Gawlas, polský hudební skladatel († 11. června 1965)
- 1902 – Ferenc Szabó, maďarský skladatel († 4. listopadu 1969)
- 1903 – Hermann Volk, německý kardinál († 1. července 1988)
- 1904 – Laco Novomeský, slovenský básník a politik († 4. září 1976)
- 1906
  - Mkrtič Armen, arménský prozaik († 22. prosince 1972)
  - Andreas Feininger, americký fotograf († 18. února 1999)
  - Erwin Geschonneck, německý herec († 12. března 2008)
- 1909 – Henryk Jabłoński, prezident Polska († 27. ledna 2003)
- 1910 – Ian Donald, skotský gynekolog († 19. června 1987)
- 1914 – Giuseppe Berto, italský spisovatel († 2. listopadu 1978)
- 1920 – Robert Whittaker, americký ekolog († 20. října 1980)
- 1925
  - Moše Arens, ministr obrany Izraele († 7. ledna 2019)
  - Michel Piccoli, francouzský herec a filmový režisér († 12. května 2020)
- 1927 – Bill Crow, americký kontrabasista
- 1929 – Jean Coué, francouzský spisovatel, novinář a šansoniér († 10. října 2008)
- 1930 – Marshall Sahlins, americký antropolog († 5. dubna 2021)
- 1931
  - John Charles, velšský fotbalista († 21. února 2004)
  - Walter Norris, americký klavírista († 29. října 2011)
- 1934 – Larisa Latyninová, sovětská gymnastka, získala 14 olympijských medailí
- 1937 – Dale Russell, kanadský paleontolog a geolog
- 1942 – Mike Heron, skotský hudebník
- 1943 – Peter Sinfield, anglický umělec, básník a hudebník
- 1944
  - Mick Jones, anglický kytarista, skladatel a hudební producent
  - Jo Maso, francouzský ragbista
- 1946 – Lenny Kaye, americký kytarista a zpěvák
- 1948 – Gérard Depardieu, francouzský herec
- 1950 – Roberto Bettega, italský fotbalista
- 1952
  - Tova Feldshuh, americká herečka, zpěvačka a dramatička
  - David Knopfler, britský zpěvák, skladatel, kytarista a klavírista
- 1956 – Doina Melinteová, rumunská běžkyně, dvojnásobná olympijská medailistka
- 1958 – Carl de Keyzer, belgický fotograf
- 1960 – Anton Rop, slovinský politik
- 1966 – Eva LaRue, americká herečka
- 1977 – Jonathan Hedström, švédský hokejista
- 1978 – Katrin Sedlmayer, německá sportovní lezkyně
- 1983 – Matúš Kozáčik, slovenský fotbalista
- 1985 – Paul Stastny, americký lední hokejista slovenského původu
- 1986 – Shelly-Ann Fraserová, jamajská sprinterka

## Úmrtí

### Česko
- 1833 – Josef František Hurdálek, litoměřický biskup (* 6. listopadu 1747)
- 1885 – František Hajniš, humorista (* 31. března 1815)
- 1905 – Max Scharschmid von Adlertreu, rakouský a český právník a politik německé národnosti (* 8. října 1831)
- 1908 – František Bohumír Zvěřina, malíř (* 4. února 1835)
- 1927
  - Otto Serényi, moravský šlechtic, velkostatkář a politik (* 21. září 1855)
  - Josef Beneš, matematik (* 3. září 1859)
- 1933 – František Horák, československý politik (* ? 1865)
- 1938 – Osip Mandelštam, ruský básník, překladatel, literární vědec (* 15. ledna 1891)
- 1940 – Duchoslav Panýrek, český chirurg a spisovatel (* 19. ledna 1867)
- 1941 – Jaromír Václav Šmejkal, spisovatel (* 1902)
- 1950 – Antonín Boháč, filolog, statistik, politik (* 5. března 1882)
- 1952 – Adolf Černý, profesor slavistiky a básník (* 19. srpna 1864)
- 1957 – Josef Hudec, československý politik (* 24. května 1873)
- 1958 – Jan Kárník, český lékař a spisovatel (* 19. července 1870)
- 1964 – Michal Slávik, československý politik slovenské národnosti (* 27. září 1880)
- 1972 – Jan Berlík, český pěvec-tenorista (* 24. května 1892)
- 1976 – Albert Kutal, český historik umění (* 9. ledna 1904)
- 1983 – Taras Kuščynskyj, fotograf (* 25. května 1932)
- 1990 – Milan Pásek, režisér, herec a pedagog (* 29. května 1920)
- 1991 – Frank Towen, tanečník a choreograf (* 27. října 1912)
- 1995 – Oldřich Hlavsa, český grafik, typograf, redaktor (* 4. listopadu 1909)
- 1999 – Antonín Fingerland, český patolog (* 26. února 1900)
- 2007
  - Ilona Borská, spisovatelka a novinářka (* 9. listopadu 1928)
  - Karel Černoch, zpěvák (* 12. října 1943)
- 2008 – Radoslav Khom (* 1981), autor křesťanské literatury
- 2010 – Viktor Maurer, herec (* 6. dubna 1932)
- 2011
  - Pavel Linhart, český režisér, producent, scenárista, kameraman (* 10. srpna 1960)
  - Koloman Gajan, historik (* 7. listopadu 1918)
- 2014 – Jaro Křivohlavý, český psycholog a spisovatel (* 19. března 1925)
- 2020 – Ladislav Mrkvička, český herec (* 2. února 1939)
- 2024 – Jana Synková, česká herečka (* 18. dubna 1944)

### Svět

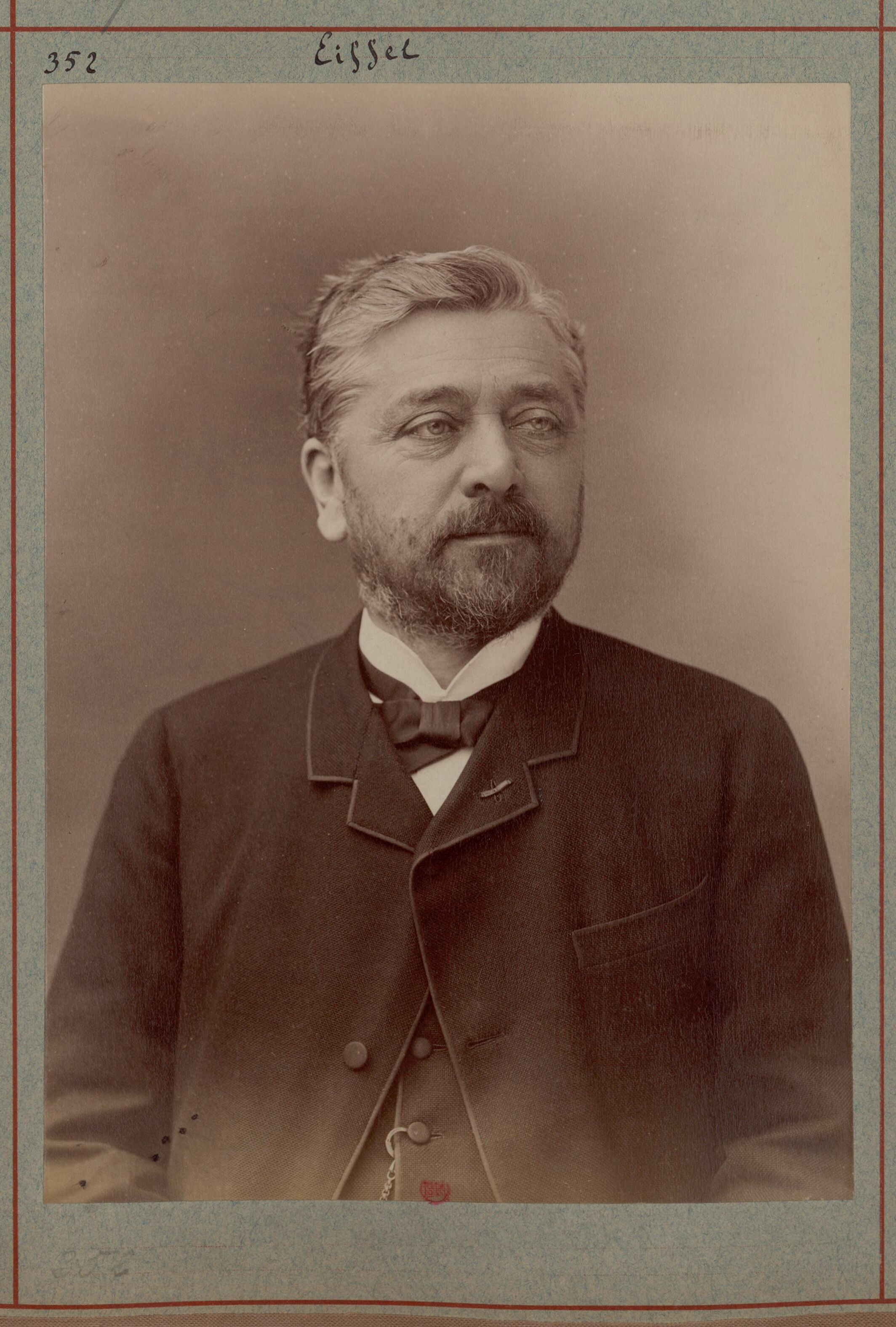
Gustave Eiffel († 1923)

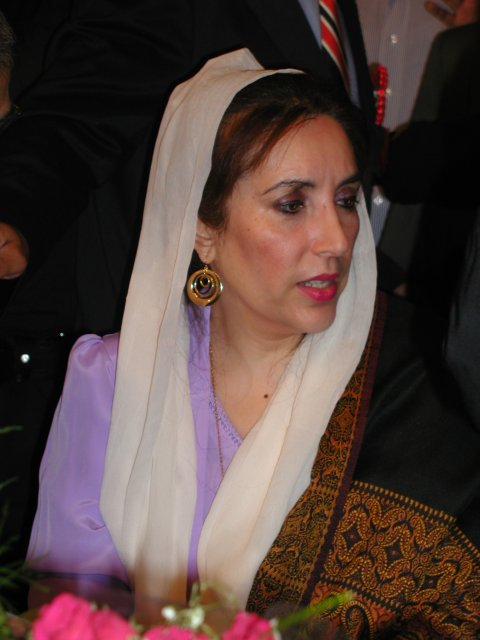
Bénazír Bhuttová († 2007)

- 1065 – Ferdinand I. Kastilský, zakladatel kastilského království (* po 1016)
- 1087 – Berta Savojská, manželka Jindřicha IV., římskoněmecká královna a císařovna (* 21. září 1051)
- 1641 – Francis van Aarssens, nizozemský diplomat (* 27. září 1572)
- 1663 – Kristina Marie Bourbonská, sestra Ludvíka XIII. a savojská vévodkyně (* 10. února 1606)
- 1683 – Marie Františka Isabela Savojská, portugalská královna (* 21. června 1646)
- 1571 – Johann Criginger, německý spisovatel a kartograf (* 1521)
- 1707 – Jean Mabillon, benediktinský mnich a historik (* 23. listopadu 1632)
- 1743 – Hyacinthe Rigaud, francouzský malíř (* 20. července 1659)
- 1808 – Anne Couppier de Romans, milenka francouzského krále Ludvíka XV. (* 1737)
- 1825 – Michail Andrejevič Miloradovič, ruský generál srbského původu (* 12. října 1771)
- 1834 – Charles Lamb, anglický spisovatel (* 10. února 1775)
- 1855 – Ceylanyar Hanımefendi, pátá manželka osmanského sultána Abdulmecida I. (* ?)
- 1863 – Anton Dreher, rakouský pivovarník (* 7. června 1810)
- 1867 – Antoine Claudet, francouzský fotograf (* 12. srpna 1797)
- 1889 – Alfred von Kremer, předlitavský orientalista, diplomat a politik (* 13. května 1828)
- 1894 – František II. Neapolsko-Sicilský, poslední král Království obojí Sicílie (* 16. ledna 1836)
- 1907 – Julian Dunajewski, předlitavský ekonom a politik (* 4. července 1822)
- 1913 – Antonie Portugalská, portugalská infantka (* 17. února 1845)
- 1918 – Karl Schlechter, rakouský šachový mistr (* 2. března 1874)
- 1920 – Paul Gaffarel, francouzský historik (* 2. října 1843)
- 1923 – Gustave Eiffel, francouzský konstruktér a architekt (* 15. prosince 1832)
- 1929 – Jean Coué, francouzský spisovatel, novinář a šansoniér († 10. října 2008)
- 1933 – Alexander von Krobatin, ministr války Rakouska-Uherska (* 2. září 1849)
- 1942 – William G. Morgan, tvůrce volejbalu (* 23. ledna 1870)
- 1944
  - Petar Danov, bulharský mystik a duchovní učitel (* 11. července 1864)
  - Sára Salkaházi, spravedlivá mezi národy a mučednice (* 11. květen 1899)
  - Odoardo Focherini, italský novinář, blahoslavený katolickou církví (* 6. června 1907)
- 1945 – Janko Jesenský, slovenský politik a spisovatel (* 30. prosince 1874)
- 1950 – Max Beckmann, německý malíř, grafik, sochař a spisovatel (* 1884)
- 1951
  - Paul Dermée, belgický spisovatel (* 13. dubna 1886)
  - Max von Behr, důstojník Waffen-SS (* 10. ledna 1879)
- 1953 – Julian Tuwim, polský básník a překladatel (* 1894)
- 1963 – Tristan Tzara, francouzský básník a dramatik (* 16. dubna 1896)
- 1965
  - Ján Havlík, slovenský řeholník, politický vězeň (* 12. února 1928)
  - Frederick John Kiesler, rakousko-americký sochař, scénograf, teoretik a architekt (* 22. září 1890)
- 1966
  - Ernest Burgess, kanadský sociolog (* 16. května 1886)
  - Guillermo Stábile, argentinský fotbalista (* 17. ledna 1905)
- 1967
  - Percy Hodge, britský olympijský vítěz 1920 (* 26. prosince 1890)
  - Julius Schaub, pobočník Adolfa Hitlera, zakladatel SS (* 20. srpna 1898)
- 1972 – Lester B. Pearson, kanadský, historik, státník a diplomat, Nobelovu cenu míru 1957 (* 23. dubna 1897)
- 1974
  - Ned Maddrell, poslední rodilý mluvčí manštiny (* 1877)
  - Pavel Bermondt-Avalov, bělogvardějský generál (* 4. března 1877)
- 1979 – Hafizulláh Amín, afghánský politik (* 1. srpna 1929)
- 1982 – John Swigert, americký vojenský letec a astronaut (* 30. srpna 1931)
- 1985 – Harold Whitlock, britský olympijský vítěz v chůzi na 50 km, OH 1936 (* 16. prosince 1903)
- 1988 – Donald Laycock, australský jazykovědec a antropolog (* 1936)
- 1992 – Pavol Čarnogurský, slovenský politik (* 22. února 1908)
- 1995 – Šura Čerkasskij, americký klavírista (* 7. října 1909)
- 1999 – Pierre Clémenti, francouzský herec a režisér (* 28. září 1942)
- 2001 – Boris Rybakov, ruský historik (* 3. června 1908)
- 2003 – Alan Bates, britský herec (* 1934)
- 2007
  - Jaan Kross, estonský spisovatel (* 19. února 1920)
  - Bénazír Bhuttová, pákistánská opoziční politička a expremiérka, zemřela na následky pumového sebevražedného útoku (* 27. června 1953)
  - Jerzy Kawalerowicz, polský filmový režisér (* 19. ledna 1922)
- 2009 – Soňa Kovačevičová, slovenská etnografka (* 12. prosince 1921)
- 2011
  - Michael Dummett, britský filozof (* 27. června 1925)
  - Helen Frankenthaler, americká malířka (* 12. prosince 1928)
- 2012
  - Harry Carey, Jr., americký herec (* 16. května 1921)
  - Norman Schwarzkopf, americký generál (* 22. srpna 1934)
  - Valentin Borejko, sovětský veslař, olympijský vítěz (* 27. října 1933)
- 2016 – Carrie Fisherová, představitelka princezny Leiy ve Hvězdných Válkách, zemřela na následky infarktu (* 21. října 1956)

## Svátky

### Česko
- Žaneta
- Melanie

### Svět
- Mezinárodní den epidemické připravenosti

### Katolické svátky
- Svatá Rodina
- Sv. Jan Evangelista

| 27. prosinec v pražském KlementinuÚdaje jsou platné k 8. 7. 2025. | 27. prosinec v pražském KlementinuÚdaje jsou platné k 8. 7. 2025. | 27. prosinec v pražském KlementinuÚdaje jsou platné k 8. 7. 2025. |
| minimum                                                           | denní průměr                                                      | maximum                                                           |
| ----------------------------------------------------------------- | ----------------------------------------------------------------- | ----------------------------------------------------------------- |
| −22,1 °C (1798)                                                   | 1,5 °C (od 1961)                                                  | 13,5 °C (2015)                                                    |